# Paradise (Nevada)
Paradise es un lugar designado por el censo en el condado de Clark, Nevada, Estados Unidos, situado al sur de la ciudad de Las Vegas. En el censo de 2000, la ciudad tenía una población de 186.070, y un estimado de 211.509 en 2005.  El Departamento de Planificación del Condado de Clark estima que la población de Paradise el 1 de julio de 2007 era de 189.958. Como un área no incorporada del condado de Clark, es gobernado por la Comisión del Condado de Clark.
En Paradise se encuentra el Aeropuerto Internacional de Las Vegas y la mayoría del Strip de Las Vegas, incluyendo a los famosos hoteles como el hotel Caesars Palace y el hotel MGM Grand. Muchas personas se confunden y piensan que Paradise es parte de la ciudad, por eso varios turistas que visitan "Las Vegas" pasan más tiempo en Paradise que en la propia ciudad de Las Vegas. La mayoría de los municipios al sur de los límites de Las Vegas (incluyendo Paradise, Winchester y Spring Valley), el Servicio Postal de Estados Unidos asignó las direcciones con el nombre de “Las Vegas, NV” en lugar del propio nombre, por eso las personas se confunden y no saben en que ciudad están.

## Historia poblacional de Paradise
- 1970: 24.477
- 1980: 84.818
- 1990: 124.682
- 2000: 186.070

## Geografía

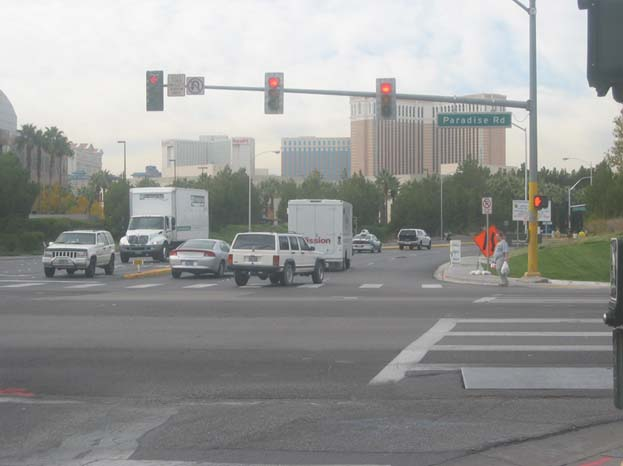
Hacia el oeste hacia la calle Paradise en el Strip de Las Vegas en Paradise, Nevada.

Paradise está localizada en las coordenadas 36°4′55″N 115°7′29″O / 36.08194, -115.12472 (36.082073, -115.124654).
Según la Oficina del Censo de los Estados Unidos, el lugar designado tiene un área total de 47,1 millas cuadradas (122,1 km²).

## Demografía
Según el censo de 2000, había 186.070 personas, 77.209 familias y 43.314 familias residiendo en el área asignada por el censo. La densidad poblacional fue de 3.947,3 personas por milla cuadrada (1.524/km²). Había 85.398 casas habitacionales con una densidad de 1.811,6/sq mi (699,5/km²). La composición racial del Paradise fue de 72,51% Blancos, 6,59% afroamericanos, 0,77% amerindios, 6,52% asiáticos, 0,59% isleños del Pacífico, 8,37% de tras razas, y 4,65% de dos o más razas. Los hispanos o latinos de cualquier raza eran 23,47% la población. Hispanos no blancos fueron 59,66% de la población.